# Keegan Cooke
Keegan Cooke (ur. w Harare) – zimbabwejski lekkoatleta, wieloboista.

## Rekordy życiowe
- Dziesięciobój lekkoatletyczny – 7078 pkt. (2013) rekord Zimbabwe[2][3]